# Ютунхаймен
Ютунхаймен (на норвежки: Jotunheimen) е планински масив в Южна Норвегия, в областите (фюлке) Согн ог Фьоране и Оплан, най-високата част от Скандинавските планини. Разположен е северно от планинския масив Хемседалсфелене, от който го отделя горното течение на река Бегна и дългия и тесен Согнефиорд. На изток достига до долината на река Логен (от басейна на Глома), на север до Нурфиорд и река Ота (десен приток на Логен), а на запад до бреговете на Норвежко море. Дължина от запад на изток около 200 km, от север на юг до 80 km. В него се издига най-високата точка на Норвегия и Скандинавските планини връх Галхьопиген 2469 m. Изграден е от габро и диабази и е силно разчленен от дълбоки речни долини, в които текат малки, къси и бурни реки – Йостедалселв, Бьовра, Шуа, Винстра и др. В масива са разположени над 300 карови и карово-долинни ледника и ледени шапки с обща площ 333,8 km². Тук се намира най-големия континентален ледник на Норвегия и Скандинавските планини – Йостедалсбрее. Годишната сума на валежите варира от 1300 до 2000 mm. Склоновете му са заети от планинска тундра, а по долините на реките се срещат малки горички съставени от бреза, осика и рябина. Развит зимен туризъм. В югозападната му част е зимния ски център Лилехамер.